# Бруніко

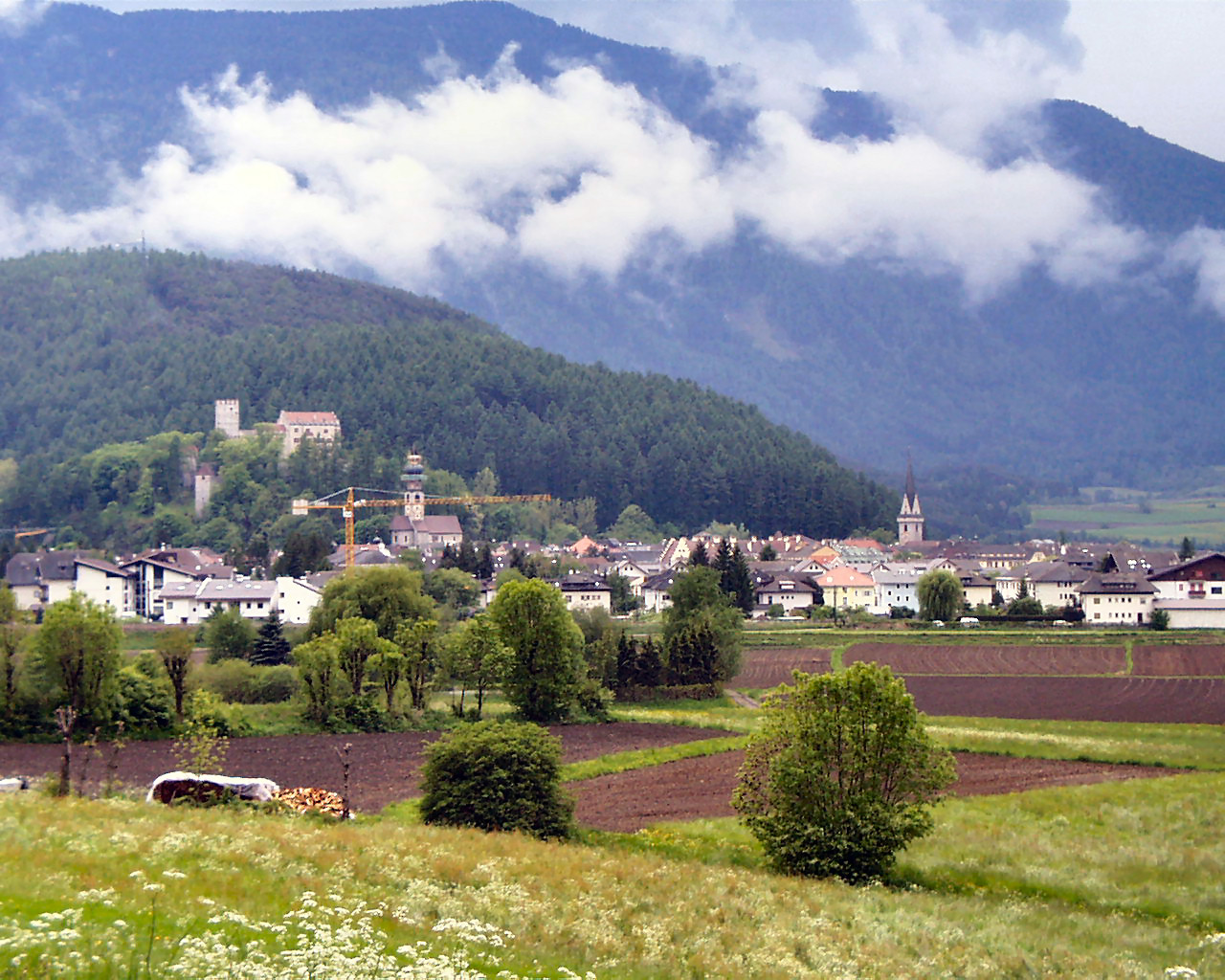
Брунек

Брунек (нім. Bruneck), Бруніко (італ. Brunico) — муніципалітет в Італії, у регіоні Трентіно-Альто-Адідже, провінція Больцано.
Брунек розташований на відстаніблизько 550 км на північ від Рима, 105 км на північний схід від Тренто, 60 км на північний схід від Больцано.
Населення — 16 010 осіб (2014)

## Демографія
Населення за роками:

Станом на 1 січня 2023 року в муніципалітеті офіційно проживало 1686 іноземців з 71 країни, серед них 517 громадян країн Євросоюзу та 86 громадян України.

## Відомі люди
- Карін Кнапп — тенісистка.

## Сусідні муніципалітети
- Фальцес
- Гаїс
- Мареббе
- Перка
- Разун-Антерсельва
- Сан-Лоренцо-ді-Себато
- Вальдаора

## Спорт
У місті базується хокейна команда ХК «Пустерталь».

## Міста-побратими
- Бриньйоль, Франція (1959)
- Грос-Герау, Німеччина (1959)
- Тілт, Бельгія (1959)
- Ґміна Шамотули, Польща (1997)

## Галерея зображень

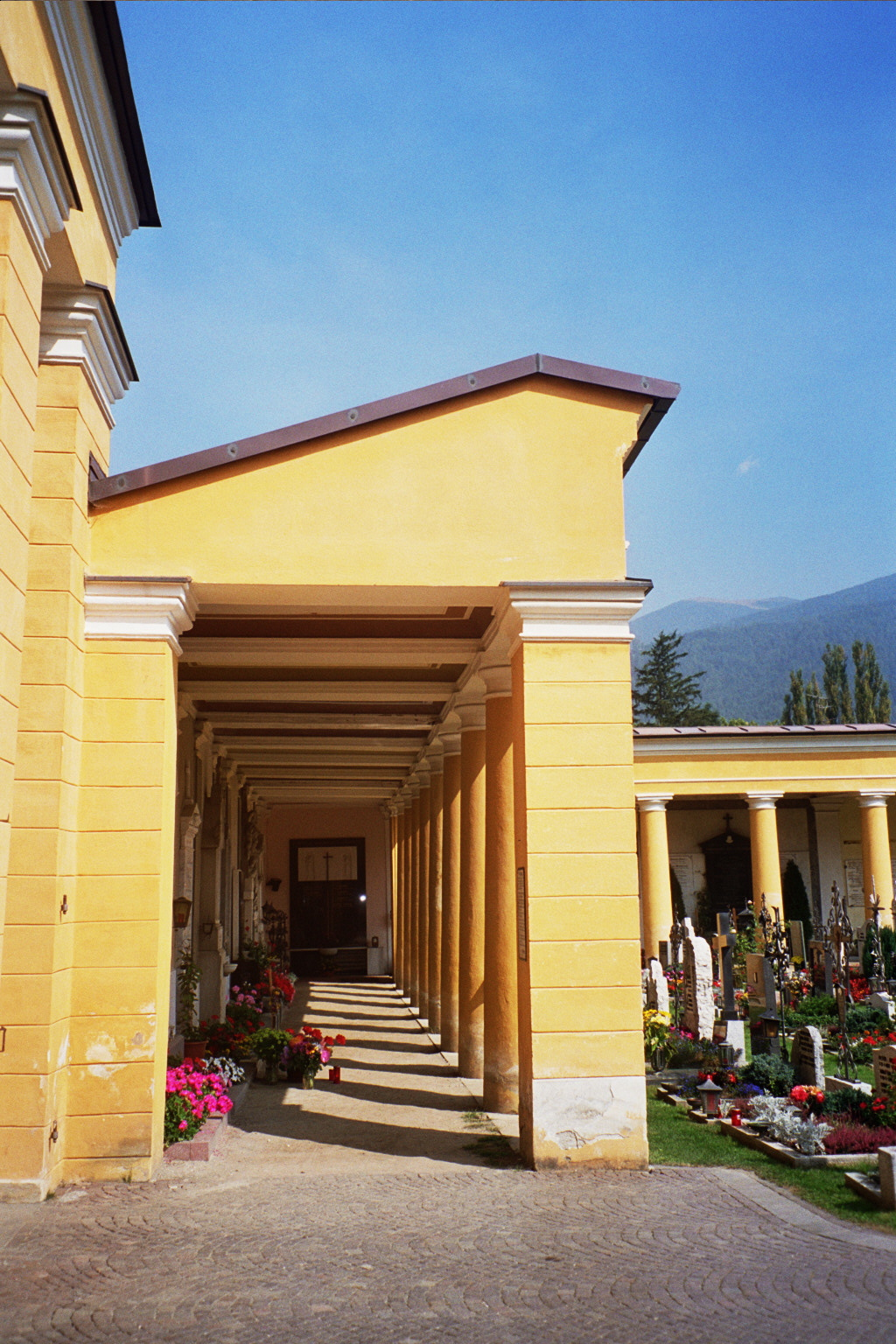
Il cimitero di Brunico
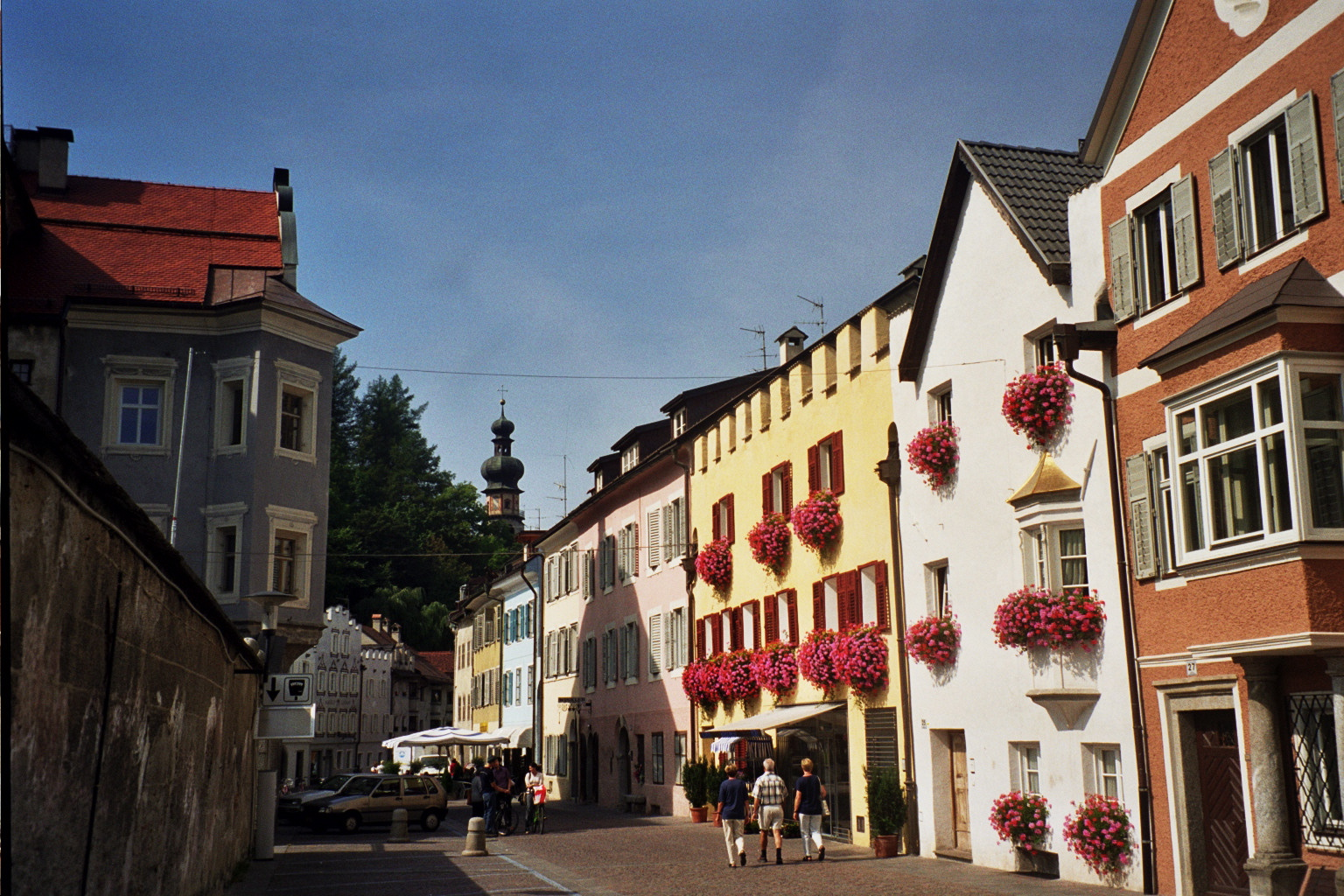
Una via di Brunico
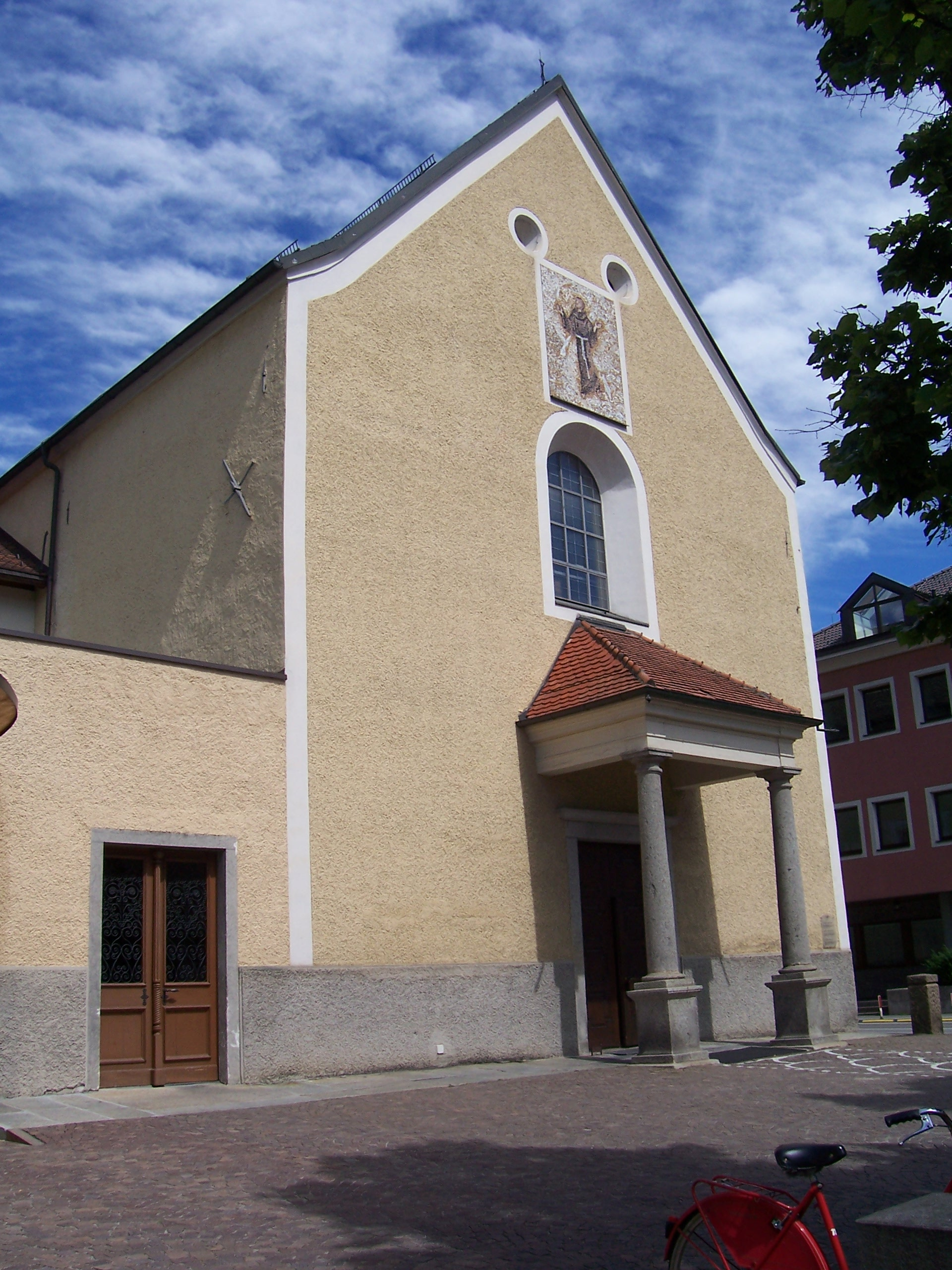
La chiesa dei Cappuccini
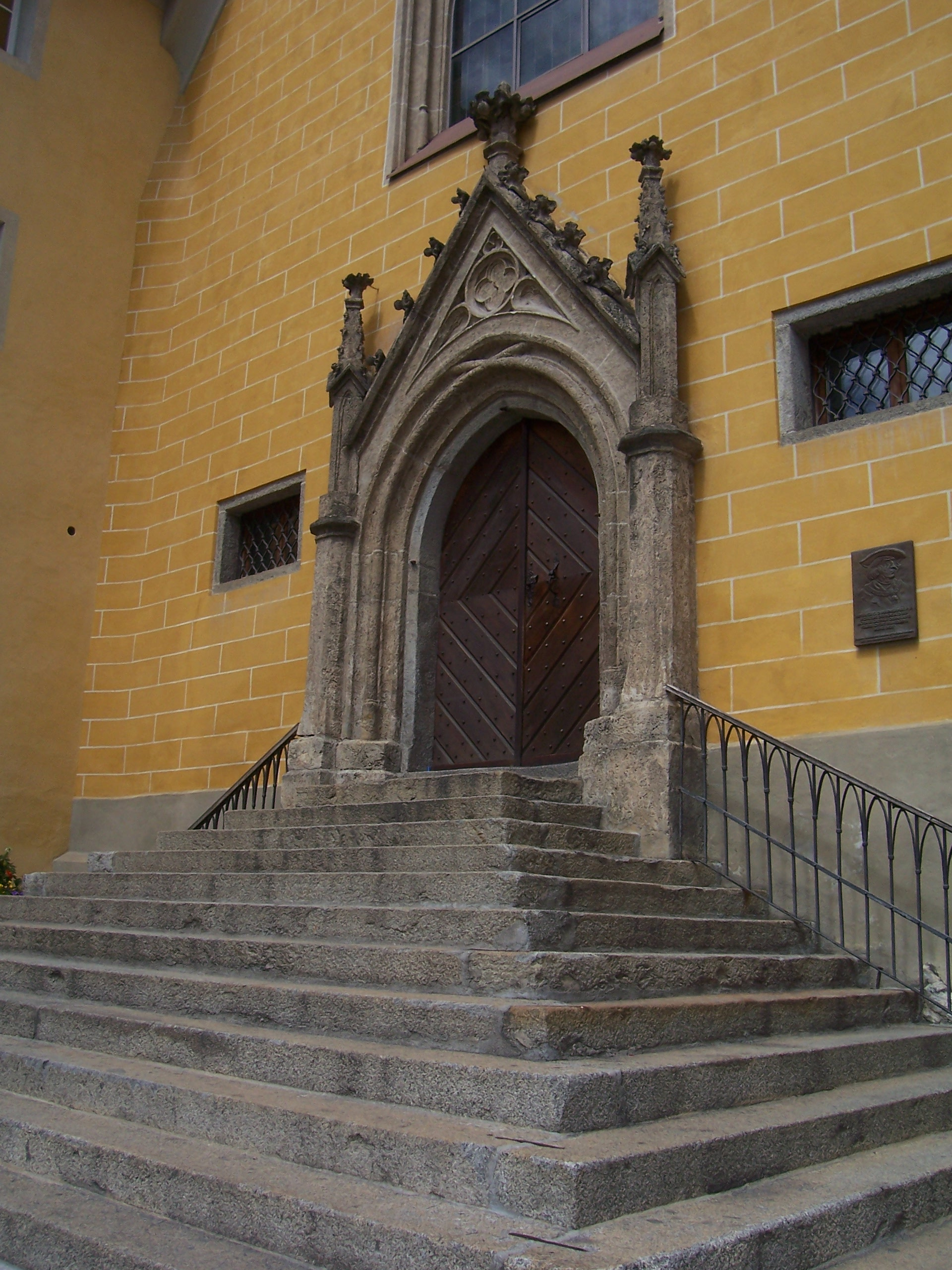
La scalinata della chiesa delle Orsoline
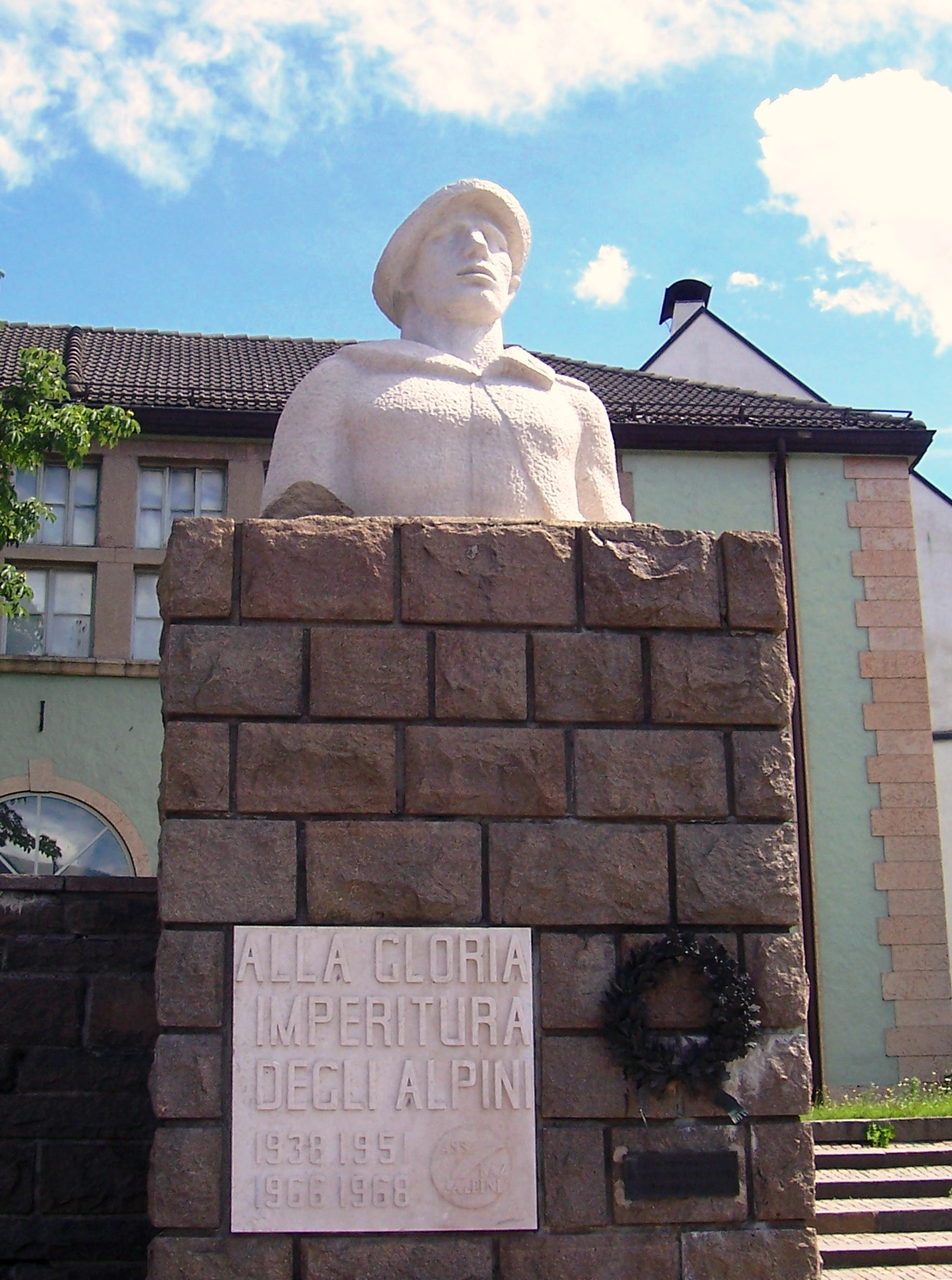
Il monumento all'alpino